# In Your Eyes (låt med The Attic)
"In Your Eyes" är en låt av den svenska musikduon The Attic (Michael Feiner och Eric Amarillo) släppt som singel 2005 och framförs på deras album The One från 2006.
2011 släpptes låten även som första singel och video från Danny Saucedos tredje album In the Club.

## Listplaceringar (The Attic)
| Lista (2006) | Topplacering |
| ------------ | ------------ |
| Sverige      | 32           |